# Basketball-Weltmeisterschaft 1959
Die 3. Basketball-Weltmeisterschaft der Herren fand vom 16. bis 31. Januar 1959 in Chile statt. Das Turnier wurde vom Weltbasketballverband (FIBA) ausgerichtet. Es traten 13 Nationalmannschaften gegeneinander an.
Die Brasilianische Basketballnationalmannschaft wurde zum ersten Mal Weltmeister. Vizeweltmeister wurde der Titelverteidiger von 1954, die Basketballnationalmannschaft der Vereinigten Staaten. Den dritten Platz belegte die Mannschaft aus Chile.

## Austragungsorte
| Stadt             | Austragungsort            |
| ----------------- | ------------------------- |
| Antofagasta       |                           |
| Concepción        |                           |
| Santiago de Chile | Estadio Nacional de Chile |
| Temuco            |                           |
| Valparaíso        |                           |

## Teilnehmer
Die Auslosung ergab folgende Gruppen:
| Gruppe A                                                                    | Gruppe B                                    | Gruppe C                                          |
| --------------------------------------------------------------------------- | ------------------------------------------- | ------------------------------------------------- |
| - Argentinien - Taiwan - Vereinigte Arabische Republik - Vereinigte Staaten | - Brasilien - Kanada - Mexiko - Sowjetunion | - Bulgarien - Philippinen - Puerto Rico - Uruguay |
| Chile – war als Gastgeber automatisch für die Finalrunde qualifiziert       |                                             |                                                   |

## Vorrunde
In der Vorrunde spielten jeweils vier Mannschaften in drei Gruppen gegeneinander. Der Sieger eines Spiels erhielt zwei Punkte, der Verlierer einen Punkt. Stand ein Spiel am Ende der regulären Spielzeit unentschieden, so gab es Verlängerung.

### Gruppe A
Die Vorrundenspiele der Gruppe A wurden vom 16. bis 18. Januar 1959 in Concepción ausgetragen.
| Platz | Team                          | S | G | V | Körbe   | Punkte | Diff. |
| ----- | ----------------------------- | - | - | - | ------- | ------ | ----- |
| 1     | Vereinigte Staaten            | 3 | 3 | 0 | 271:204 | 6      | +67   |
| 2     | Taiwan                        | 3 | 2 | 1 | 207:209 | 5      | −2    |
| 3     | Argentinien                   | 3 | 1 | 2 | 197:202 | 4      | −5    |
| 4     | Vereinigte Arabische Republik | 3 | 0 | 3 | 179:239 | 3      | −60   |

| Spiel | Datum      | Team 1                  | Team 2                        | 1. H. | 2. H. | Verl. | Ergebnis |
| ----- | ---------- | ----------------------- | ----------------------------- | ----- | ----- | ----- | -------- |
| A1    | 16.01.1959 | Vereinigte Staaten      | Argentinien                   | 48:27 | 39:46 | –     | 87:73    |
| A2    | 16.01.1959 | Republik China (Taiwan) | Vereinigte Arabische Republik | 39:38 | 32:31 | –     | 71:69    |
| A3    | 17.01.1959 | Argentinien             | Vereinigte Arabische Republik | 36:32 | 29:20 | –     | 65:52    |
| A4    | 17.01.1959 | Vereinigte Staaten      | Taiwan                        | 35:38 | 46:35 | –     | 81:73    |
| A5    | 18.01.1959 | Republik China (Taiwan) | Argentinien                   | 31:33 | 32:26 | –     | 63:59    |
| A6    | 18.01.1959 | Vereinigte Staaten      | Vereinigte Arabische Republik | 49:23 | 54:35 | –     | 103:58   |

### Gruppe B
Die Vorrundenspiele der Gruppe B wurden vom 16. bis 18. Januar 1959 in Temuco ausgetragen.
| Platz | Team        | S | G | V | Körbe   | Punkte | Diff. |
| ----- | ----------- | - | - | - | ------- | ------ | ----- |
| 1     | Brasilien   | 3 | 2 | 1 | 211:175 | 5      | +36   |
| 2     | Sowjetunion | 3 | 2 | 1 | 229:199 | 5      | +30   |
| 3     | Kanada      | 3 | 2 | 1 | 169:174 | 5      | −5    |
| 4     | Mexiko      | 3 | 0 | 3 | 173:234 | 3      | −61   |

| Spiel | Datum      | Team 1    | Team 2      | 1. H. | 2. H. | Verl. | Ergebnis |
| ----- | ---------- | --------- | ----------- | ----- | ----- | ----- | -------- |
| B1    | 16.01.1959 | Brasilien | Kanada      | 30:24 | 39:28 | –     | 69:52    |
| B2    | 16.01.1959 | Mexiko    | Sowjetunion | 42:48 | 30:54 | –     | 72:102   |
| B3    | 17.01.1959 | Kanada    | Mexiko      | 26:19 | 28:32 | –     | 54:51    |
| B4    | 17.01.1959 | Brasilien | Sowjetunion | 36:39 | 28:34 | –     | 64:73    |
| B5    | 18.01.1959 | Kanada    | Sowjetunion | 32:23 | 31:31 | –     | 63:54    |
| B6    | 18.01.1959 | Brasilien | Mexiko      | 50:20 | 28:30 | –     | 78:50    |

### Gruppe C
Die Vorrundenspiele der Gruppe C wurden vom 16. bis 18. Januar 1959 in Antofagasta ausgetragen.
| Platz | Team        | S | G | V | Körbe   | Punkte | Diff. |
| ----- | ----------- | - | - | - | ------- | ------ | ----- |
| 1     | Bulgarien   | 3 | 3 | 0 | 217:174 | 6      | +43   |
| 2     | Puerto Rico | 3 | 2 | 1 | 209:194 | 5      | +15   |
| 3     | Philippinen | 3 | 1 | 2 | 192:220 | 4      | −28   |
| 4     | Uruguay     | 3 | 0 | 3 | 181:211 | 3      | −30   |

| Spiel | Datum      | Team 1      | Team 2      | 1. H. | 2. H. | Verl. | Ergebnis |
| ----- | ---------- | ----------- | ----------- | ----- | ----- | ----- | -------- |
| C1    | 16.01.1959 | Philippinen | Uruguay     | 36:31 | 32:28 | –     | 68:59    |
| C2    | 16.01.1959 | Bulgarien   | Puerto Rico | 37:16 | 30:39 | –     | 67:55    |
| C3    | 17.01.1959 | Puerto Rico | Uruguay     | 40:37 | 38:27 | –     | 78:64    |
| C4    | 17.01.1959 | Bulgarien   | Philippinen | 36:21 | 49:40 | –     | 85:61    |
| C5    | 18.01.1959 | Philippinen | Puerto Rico | 32:39 | 31:37 | –     | 63:76    |
| C6    | 18.01.1959 | Bulgarien   | Uruguay     | 31:28 | 34:30 | –     | 65:58    |

## Klassifikationsrunde
Die Klassifikationsrunde wurde vom 21. bis 23. Januar 1959 in Valparaíso und Santiago de Chile ausgetragen. Nach der Vorrunde spielten die dritt- und viertplatzierten jeder Vorrundengruppe in der Klassifikationsrunde zuerst in einer von zwei Gruppen gegen zwei neue Gegner. Anschließend spielten die beiden Gruppenersten um Platz 8, die Gruppenzweiten um Platz 10 und die Gruppenletzten um Platz 12.

### Gruppe A
| Platz | Team                          | S | G | V | Körbe   | Punkte | Diff. |
| ----- | ----------------------------- | - | - | - | ------- | ------ | ----- |
| 1     | Philippinen                   | 2 | 2 | 0 | 145:120 | 4      | +25   |
| 2     | Vereinigte Arabische Republik | 2 | 1 | 1 | 136:148 | 3      | −12   |
| 3     | Kanada                        | 2 | 0 | 2 | 124:137 | 2      | −13   |

| Spiel | Datum      | Team 1      | Team 2                        | 1. H. | 2. H. | Verl. | Ergebnis |
| ----- | ---------- | ----------- | ----------------------------- | ----- | ----- | ----- | -------- |
| A1    | 21.01.1959 | Philippinen | Vereinigte Arabische Republik | 25:29 | 41:36 | –     | 66:65    |
| A2    | 22.01.1959 | Kanada      | Vereinigte Arabische Republik | 40:28 | 29:43 | –     | 69:71    |
| A3    | 23.01.1959 | Kanada      | Philippinen                   | 33:31 | 32:48 | –     | 65:79    |

### Gruppe B
| Platz | Team        | S | G | V | Körbe   | Punkte | Diff. |
| ----- | ----------- | - | - | - | ------- | ------ | ----- |
| 1     | Uruguay     | 2 | 2 | 0 | 105:95  | 4      | +20   |
| 2     | Argentinien | 2 | 1 | 1 | 123:117 | 3      | +6    |
| 3     | Mexiko      | 2 | 0 | 2 | 124:137 | 2      | −13   |

| Spiel | Datum      | Team 1      | Team 2  | 1. H. | 2. H. | Verl. | Ergebnis |
| ----- | ---------- | ----------- | ------- | ----- | ----- | ----- | -------- |
| B1    | 21.01.1959 | Argentinien | Uruguay | 19:22 | 29:29 | –     | 48:51    |
| B2    | 22.01.1959 | Mexiko      | Uruguay | 20:25 | 27:29 | –     | 47:54    |
| B3    | 23.01.1959 | Argentinien | Mexiko  | 34:34 | 41:32 | –     | 75:66    |

### Spiel um Platz 12
| Spiel | Datum      | Team 1 | Team 2 | 1. H. | 2. H. | Verl. | Ergebnis |
| ----- | ---------- | ------ | ------ | ----- | ----- | ----- | -------- |
| 25    | 25.01.1959 | Kanada | Mexiko | 33:25 | 31:31 | –     | 64:56    |

### Spiel um Platz 10
| Spiel | Datum      | Team 1      | Team 2                        | 1. H. | 2. H. | Verl. | Ergebnis |
| ----- | ---------- | ----------- | ----------------------------- | ----- | ----- | ----- | -------- |
| 26    | 25.01.1959 | Argentinien | Vereinigte Arabische Republik | 32:29 | 29:30 | –     | 61:59    |

### Spiel um Platz 8
| Spiel | Datum      | Team 1      | Team 2  | 1. H. | 2. H. | Verl. | Ergebnis |
| ----- | ---------- | ----------- | ------- | ----- | ----- | ----- | -------- |
| 27    | 25.01.1959 | Philippinen | Uruguay | 47:36 | 31:34 | –     | 78:70    |

## Finalrunde
Die Finalrunde wurde vom 20. bis 31. Januar 1959 in Santiago de Chile ausgetragen. Nach der Vorrunde qualifizierten sich die jeweils ersten zwei Teams einer Gruppe für die Finalrunde. Gastgeber Chile war direkt für die Finalrunde qualifiziert. Bei Punktgleichheit in der Abschlusstabelle bestimmte der direkte Vergleich der Mannschaften über die Platzierung.
| Platz | Team               | S | G | V | Körbe   | Punkte | Diff. |
| ----- | ------------------ | - | - | - | ------- | ------ | ----- |
| 1     | Brasilien          | 6 | 5 | 1 | 472:382 | 11     | +90   |
| 2     | Vereinigte Staaten | 6 | 4 | 2 | 372:382 | 10     | −10   |
| 3     | Chile              | 6 | 2 | 4 | 393:446 | 8      | −53   |
| 4     | Taiwan             | 6 | 2 | 4 | 315:350 | 8      | −35   |
| 5     | Puerto Rico        | 6 | 1 | 5 | 397:471 | 7      | −74   |
| 6     | Sowjetunion*       | 6 | 5 | 1 | 365:264 | 11     | +101  |
| 7     | Bulgarien*         | 6 | 4 | 2 | 372:382 | 10     | −10   |

| Spiel | Datum      | Team 1                  | Team 2                  | 1. H. | 2. H. | Verl. | Ergebnis |
| ----- | ---------- | ----------------------- | ----------------------- | ----- | ----- | ----- | -------- |
| 28    | 20.01.1959 | Chile                   | Taiwan                  | 35:27 | 36:44 | 15:14 | 86:85    |
| 29    | 21.01.1959 | Puerto Rico             | Sowjetunion             | 29:26 | 26:58 | –     | 55:84    |
| 30    | 21.01.1959 | Bulgarien               | Vereinigte Staaten      | 27:26 | 31:37 | –     | 58:63    |
| 31    | 22.01.1959 | Brasilien               | Taiwan                  | 56:35 | 38:41 | –     | 94:76    |
| 32    | 22.01.1959 | Chile                   | Puerto Rico             | 46:31 | 37:40 | –     | 83:71    |
| 33    | 23.01.1959 | Brasilien               | Bulgarien               | 30:28 | 32:25 | –     | 62:53    |
| 34    | 23.01.1959 | Vereinigte Staaten      | Puerto Rico             | 25:32 | 29:21 | –     | 54:53    |
| 35    | 24.01.1959 | Brasilien               | Sowjetunion             | 31:30 | 32:36 | –     | 63:66    |
| 36    | 24.01.1959 | Bulgarien               | Chile                   | 37:33 | 39:38 | –     | 76:71    |
| 37    | 26.01.1959 | Taiwan                  | Vereinigte Staaten      | 32:33 | 37:52 | –     | 69:85    |
| 38    | 26.01.1959 | Bulgarien               | Sowjetunion             | 18:35 | 40:43 | –     | 58:78    |
| 39    | 27.01.1959 | Taiwan                  | Puerto Rico             | 34:42 | 47:43 | –     | 81:85    |
| 40    | 27.01.1959 | Chile                   | Sowjetunion             | 28:35 | 21:40 | –     | 49:75    |
| 41    | 28.01.1959 | Brasilien               | Puerto Rico             | 45:29 | 54:42 | –     | 99:71    |
| 42    | 28.01.1959 | Vereinigte Staaten      | Sowjetunion             | 14:25 | 23:37 | –     | 37:62    |
| 43    | 29.01.1959 | Bulgarien               | Puerto Rico             | 35:25 | 35:37 | –     | 70:62    |
| 44    | 29.01.1959 | Chile                   | Vereinigte Staaten      | 34:32 | 21:32 | –     | 55:64    |
| 45    | 30.01.1959 | Republik China (Taiwan) | Sowjetunion             |       |       | –     | 2:0*     |
| 46    | 30.01.1959 | Brasilien               | Vereinigte Staaten      | 40:37 | 41:30 | –     | 81:67    |
| 47    | 31.01.1959 | Bulgarien               | Republik China (Taiwan) |       |       | –     | 0:2*     |
| 48    | 31.01.1959 | Brasilien               | Chile                   | 37:21 | 36:28 | –     | 73:49    |

* Da sich die Sowjetunion und Bulgarien weigerten in der Finalrunde gegen Taiwan anzutreten, wurden ihnen in der Abschlusstabelle der Finalrunde die beiden letzten Plätze zugewiesen.

## Endergebnis
1. Brasilien
2. Vereinigte Staaten
3. Chile
4. Taiwan
5. Puerto Rico
6. Sowjetunion
7. Bulgarien
8. Philippinen
9. Uruguay
10. Argentinien
11. Vereinigte Arabische Republik
12. Kanada
13. Mexiko

## Auszeichnung

### Mannschaft des Turniers
Neben dem Brasilianer Amaury Pasos wurden die US-Amerikaner Oscar Robertson und Jerry West  sowie die Puerto Ricaner Juan Vicéns und Juan Báez in das All-Tournament Team gewählt.

## Statistiken

### Spieler mit den meisten Punkten
Der US-Amerikaner Gerome Vayda erzielte in neun Spielen 162 Punkte, was einem Durchschnitt von 18 Punkten pro Spiel entspricht.
| Spieler       | Land               | Punkte |
| ------------- | ------------------ | ------ |
| Gerome Vayda  | Vereinigte Staaten | 162    |
| Juan Vicéns   | Puerto Rico        | 158    |
| Amaury Pasos  | Brasilien          | 149    |
| Richard Walsh | Vereinigte Staaten | 148    |
| James Chen    | Taiwan             | 141    |

### Spieler mit den meisten Punkten pro Spiel
Der Brasilianer Amaury Pasos erzielte in sieben Spielen 149 Punkte, was einem Durchschnitt von 21,3 Punkten pro Spiel entspricht.
| Spieler      | Land               | Punkte ø pro Spiel |
| ------------ | ------------------ | ------------------ |
| Amaury Pasos | Brasilien          | 21,3               |
| James Chen   | Taiwan             | 20,1               |
| Juan Vicéns  | Puerto Rico        | 19,8               |
| Gerome Vayda | Vereinigte Staaten | 18                 |
| Lio Jin-Ron  | Taiwan             | 16,7               |